# Miroslav Vovšek
Miroslav Vovšek, pedagoški delavec, ravnatelj, kipar, slikar, ustanovitelj glasbenih, gledaliških in likovnih društev in častni občan Občine Ruše (1926 - 2020).

## Življenjepis
Miroslav Vovšek, ali Mirko, kot so ga klicali se je rodil 5. julija 1926 v Spodnjih Poljčanah. Svoje otroštvo je preživljal na domači kmetiji kot srednji izmed sedmih otrok. Po šolanju na srednji veterinarski šoli v Ljubljani je bil sprejet na Akademiji likovnih umetnosti v Zagrebu, kamor se zaradi vojnega časa, ni uspel vpisati. Po 2. svetovni vojni se je odločil za študij kemije in biologije na Pedagoški fakulteti v Ljubljani, kjer je spoznal svojo 6 let mlajšo sošolko, kasneje ženo, Justino Mežan. Po končani diplomi sta se je z ženo preselila v Selnico ob Dravi, kjer sta oba prevzela pedagoško delo na osnovni šoli. Tam sta se jima rodila sin Andrej in hči Bojana. Hitro so se preselili v Ruše, kjer sta poučevala naprej na Osnovni šoli Ruše.
Po delu učitelja je prevzel vlogo ravnatelja Osnovne šole v Rušah, kjer je ravnateljeval 33 let, vse do svoje upokojitve. Šolo je tudi poimenoval po pokojnem prijatelju in pesniku Janku Glazerju. Za svoje aktivno delovanje je prejel številna priznanja s področja šolstva, kulture in turizma (zlato Šilihovo plaketo, zlato značko Zveze prijateljev mladine Slovenije, Lipov list v zlatu Zveze kulturnih organizacij Slovenije, zlati znak Turistične zveze Slovenije).
Za časa dela na šoli se je potegoval za dvig kulture v Rušah z ustanavljanjem vinske poti, ponovne vpeljave gledališča na Letnem odru, mešanega pevskega zbora ter je soustanovitelj likovnega kroga Rulik Ruše, ki je leta 2019 praznoval 50 let obstoja. Sam pa je Ruliku predsedoval kar 30 let. Prav tako je prevzel delo predsednika Delavskega prosvetnega društva ter se ukvarjal tudi s turizmom in dramsko igro.
Izdal je dve knjigi, Moje poti (in moja domoljubna razmišljanja) leta 2008 in  Ruška vinska pot leta 2016. Za sabo je zapustil še mnogo zapisov, predvsem pa kipcev in slik, tudi muzej na prostem na Vinski poti. Pred nekaj leti je tudi ustvaril muzej-galerijo na Trgu vstaje, kjer je v muzej vključil značilnosti pohorskih in ruških dejavnosti. S tem je omogočal vpogled v proces kmečkih in glažutarskih opravil za nove generacije, v galerijo pa vključil dela umetnikov, ki so v Rušah pustili močan pečat. Žal je bil muzej-galerija opuščen s strani občine za druge namene uporabe prostora.
Leta 2008 je prejel naziv častnega občana Ruš za svoja prizadevanja na področju kulture, šolstva in likovne umetnosti. Kot častni občan mesta je vestno spremljal dogajanje v Rušah ter tudi ob svoji 90-letnici predstavil svojo knjigo z razstavo in večjim dogodkom ter svojim kritičnim pogledom na usihanje kulture. Ostal je ustvarjalen do usodnega padca januarja 2020, 27. aprila pa podlegel poškodbam.

## Nagrade
- častni občan Občine Ruše
- zlata Šilihova plaketa
- zlata značka Zveze prijateljev mladine Slovenije
- Lipov list v zlatu Zveze kulturnih organizacij Slovenije
- zlati znak Turistične zveze Slovenije

## Kultura in muza
Poleg pedagoškega dela je bil znan po svoji strasti do likovne umetnosti. Kiparil je iz gline, lesa, mavca; slikal je predvsem krajine in kmečka opravila v suhem pastelu in olju; postavljal je tudi inštalacije s politično kritiko. Ob ustanovil je Vinsko pot ter bil "oče" Martinovanju na Vinki poti v Rušah. Krasijo jo muzej na prostem, kipi društva Rulik (ki mu je predsedoval 30 let) ter njegov vinograd z "gorco", kakor jo je klical. Vinogradništvo je bil njegov najljubi konjiček, vinska trta pa njegova muza.
 "V družini nas je bilo sedem otrok, a oče je le meni med mlajšimi zaupal samostojno obrezovanje vinske trte. In vinska trta mi je še danes najljubša, najbolj občudovana rastlina, ki ti vrača vložen trud in zadovoljstvo!"
Na njegovo slikarstvo je vplivalo prijateljevanje v krogu znanih umetnikov. Bil je zbiratelj in je cenil kvalitetno umetnost. Med njegove umetniške prijatelje štejemo Maksa Kavčiča, Gabrijela Kolbiča, Ervina Kralja, Janka Glazerja itn.
 "Mirko Vovšek je svoja dela razstavljal v mnogih slovenskih kulturnih krajih in dvakrat v Avstriji. Moč njegovega slikarstva je nedvomno v njegovi značajski potezi odnosa do narave, ki ji zna prisluhniti do zadnjega. Razstavljena slikarska dela se vsebinsko med seboj razlikujejo v niansah, sicer pa teče skozi njih ista rdeča nit - ljubezen do upodabljanja narave." univ. dipl. umetnostna zgodovinarka Mojca Polona Vaupotič
Njegovi kipi krasijo Ruško vinsko pot, na njej je postavljen tudi muzej. Po vinski poti srečamo tudi Znamenite Rušane. V čašah so upodobljeni Davorin Grizold, Tine Lesjak, Alfonz Šarh, Janko Glazer in Josip Teržan. Ob vhodu v njegovo "gorco", ki vodi v galerijo Klet, pozdravi kip Žene s košem, kot spomenik vsem ženam.
Mirko Vovšek je bil soustanovitelj likovnega kroga, društva Rulik Ruše. Pod njegovim vodstvom je društvo pridobilo mnogo spoštovanih članov, znanih imen, likovni krog je ustvaril svoj salon, prav tako pa člane vodil na potovanja po Evropi (vodstva potovanj je mnoga leta prevzemala njegova žena Justina). Likovno društvo Rulik je leta 2019 praznovalo 50 let, za aktivnost društva pa se zavzemajo tudi Mirkovi potomci. Ustanovil je Mešani pevski zbor v Rušah, obudil dramsko dejavnost na Letnem odru v Rušah ter se zavzemal za turizem v kraju.
Zapustil je mnogo spisov, izdal pa je dve knjigi: Moje poti in moja domoljubna razmišljanja leta 2008 in  Ruška vinska pot leta 2016.